# 中华人民共和国主席外事访问列表
中华人民共和国主席外事访问列表收录中华人民共和国自1954年9月设立中华人民共和国主席职务以来，历任国家主席所进行的外事访问。1968年至1975年期间中国国家主席一职缺位，1975年至1982年期间国家主席职务被废除（参见中华人民共和国主席存废之争）。

## 概览
毛泽东、刘少奇任职国家主席时期，其出访次数较少，出访对象集中在周边国家；改革开放后，国家主席的出访次数日益频繁，目的地也更加全球化。尤其是自20世纪90年代起，国家主席的外交活动也由双边走向多边，由礼仪性、象征性和程序性活动转变为实质性活动。
截至2025年8月，历任中华人民共和国主席共访问过6个大洲115国，包括（含出席国际多边会议或赛会、技术经停）：
- 到访27次： 俄羅斯
- 到访18次： 美国
- 到访16次：
- 到访11次： 法國
- 到访9次： 越南
- 到访8次： 、 巴西
- 到访7次： 印度尼西亞、 日本、 马来西亚
- 到访6次： 巴基斯坦、 埃及、 墨西哥、 德国、 、 、 印度、 南非
- 到访5次： 緬甸、 柬埔寨、 葡萄牙、 泰國、 阿根廷、 英国、 古巴、 沙烏地阿拉伯、
- 到访4次： 苏联、 西班牙、 加拿大、 義大利、 智利、 蒙古国、 新加坡、 、 菲律賓、 、
- 到访3次： 羅馬尼亞、 伊朗、 土耳其、 尼泊尔、 匈牙利、 摩洛哥、 乌克兰、 新西兰、 希腊、 、 、 秘魯
- 到访2次： 馬爾他、 、 斯里蘭卡、 比利时、 阿联酋、 乌拉圭、 突尼西亞、 波蘭、 芬兰、 、 、 纳米比亚、 辛巴威、 瑞士、 奥地利、 阿尔及利亚、 委內瑞拉、 白俄羅斯、 奈及利亞、 、 塞内加尔、 坦桑尼亚、 塞爾維亞
- 到访1次： 阿富汗王国、 约旦、 南斯拉夫、 、 马达加斯加、 盧森堡、 科威特、 阿曼、 、 斐济、 衣索比亞、 挪威、 以色列、 巴勒斯坦、 摩尔多瓦、 利比亚、 拉脫維亞、 爱沙尼亚、 冰島、 立陶宛、 加彭、 喀麦隆、 利比里亚、 苏丹、 尚比亞、 莫桑比克、 塞舌尔、 瑞典、 模里西斯、 斯洛伐克、 、 丹麦、 刚果共和国、 千里達及托巴哥、 荷蘭、 馬爾地夫、 捷克、 、 卢旺达、 、 巴拿马、 摩納哥
- 技术经停： 巴基斯坦（3次）、 阿联酋（2次）、 苏联（1次）、 斐济（1次）、 法屬玻里尼西亞（1次）、 西班牙（6次）、 瑞士（1次）、 葡萄牙（2次）、 希腊（1次）、 義大利（1次）、 美国（1次）、 模里西斯（1次）、 摩洛哥（1次）

## 毛泽东主席出访行程
- 到访1次： 苏联（1957年11月）

### 附：中央人民政府主席毛泽东出访行程
毛泽东自1949年10月至1954年9月担任中央人民政府主席，期间只访问了苏联：
- 到访1次： 苏联（1949年12月）

## 刘少奇主席出访行程
截至1968年10月31日，刘少奇以国家元首身份共访问2个大洲8国。包括：
- 到访2次： 緬甸聯邦（1963年4月，1966年4月）
- 到访1次： 苏联（1960年11月）， 印度尼西亞（1963年4月）， （1963年9月）， 柬埔寨（1963年5月）， 越南民主共和国（1963年5月）， 巴基斯坦（1966年3月）， 阿富汗王国（1966年3月），

| 国家           | 地点                               | 日期                  | 简介 |
| -------------- | ---------------------------------- | --------------------- | --- |
| 苏联           | 莫斯科 列宁格勒 明斯克 伊尔库次克  | 1960年11月5日-12月9日 | 参加苏联十月革命四十三周年庆祝典礼。这是刘少奇担任国家主席后首次出访，此访以国家主席、中共中央副主席双重身份往访。 |
| 印度尼西亞     | 雅加达 茂物 万隆 日惹 巴厘         | 1963年4月12日-20日    | 对印度尼西亚共和国进行友好访问。这是中国国家元首首次出访东南亚。 |
| 緬甸聯邦       | 仰光 东枝等                        | 1963年4月20日-26日    | 对缅甸联邦进行友好访问。 |
| 柬埔寨         | 金边 磅湛 暹粒 吴哥古迹 吉里隆山庄 | 1963年5月1日-6日      | 对柬埔寨王国进行友好访问。 |
| 越南民主共和国 | 河内                               | 1963年5月10日-16日    | 对越南民主共和国进行友好访问。和胡志明主席进行会谈。此访以国家主席、中共中央副主席双重身份往访。 |
|                | 平壤 松林市 咸兴市 新义州          | 1963年9月15日-27日    | 对朝鲜民主主义人民共和国进行友好访问。同朝鲜劳动党中央委员会委员长、朝鲜内阁首相金日成和朝鲜最高人民会议常任委员会委员长、朝鲜劳动党中央委员会副委员长崔庸健举行会谈。（这是中国国家元首首次访问朝鲜，此访以国家主席、中共中央副主席双重身份往访） |
| 巴基斯坦       | 拉瓦尔品第 伊斯兰堡 拉合尔 卡拉奇  | 1966年3月26日-31日    | 对巴基斯坦伊斯兰共和国进行友好访问。同巴基斯坦总统穆罕默德·阿尤布·汗进行会谈。 |
| 巴基斯坦       | 达卡                               | 1966年4月15日-17日    | 对巴基斯坦伊斯兰共和国进行友好访问。同巴基斯坦总统穆罕默德·阿尤布·汗进行会谈。 |
| 阿富汗王国     | 喀布尔 赫拉特                      | 1966年4月4日-8日      | 对阿富汗进行友好访问。同阿富汗国王穆罕默德·查希尔·沙阿举行会谈。 |
| 緬甸聯邦       | 仰光                               | 1966年4月17日-19日    | 对缅甸进行友好访问。与缅甸联邦革命委员会主席奈温举行会谈。（此访是刘少奇最后一次出访，1个月后无产阶级文化大革命开始。） |

## 李先念主席出访行程
截至1988年4月8日，李先念以国家元首身份共访问4个大洲24国。包括（含技术经停）：
- 到访1次：
  - 1984年： 巴基斯坦， 约旦， 土耳其， 尼泊尔王国， 罗马尼亚， 南斯拉夫， 西班牙， 葡萄牙， 馬爾他
  - 1985年： 緬甸聯邦社會主義共和國， 泰國， 加拿大， 美国
  - 1986年： ， 斯里蘭卡， 埃及， 索马里民主共和国， 马达加斯加， 
  - 1987年： 法國， 義大利， 盧森堡， 比利时
- 技术经停：
  - 1984年： 巴基斯坦
  - 1986年： 巴基斯坦
  - 1987年： 阿联酋， 巴基斯坦

| 国家                   | 地点                       | 日期                | 简介 |
| ---------------------- | -------------------------- | ------------------- | --- |
| 巴基斯坦               | 伊斯兰堡 拉合尔            | 1984年3月5日-8日    | 对巴基斯坦伊斯兰共和国进行国事访问。授予李先念“巴基斯坦勋章”，同巴基斯坦总统齐亚·哈克举行会谈。这是李先念担任国家主席后首次出访，此访是中国国家主席时隔18年再次出国访问。              |
| 约旦                   | 安曼                       | 1984年3月8日-13日   | 对约旦哈希姆王国进行国事访问。此访是中国国家主席对阿拉伯世界的首次访问。与约旦国王侯赛因·本·塔拉勒进行会谈，会见巴勒斯坦解放组织执行委员会主席阿拉法特。                               |
| 土耳其                 | 安卡拉 伊斯坦布尔          | 1984年3月13日-19日  | 对土耳其进行国事访问。同土耳其总统凯南·埃夫伦进行会谈。此访是中国国家元首首次访问土耳其，是对埃夫伦总统1982年访华的回访。                                                              |
| 尼泊尔王国             | 加德满都                   | 1984年3月19日-23日  | 对尼泊尔进行国事访问。同尼泊尔国王比兰德拉会谈。此访是中国国家元首首次访问尼泊尔。 |
| 罗马尼亚               |                            | 1984年8月           | |
| 南斯拉夫               |                            | 1984年8月           | 此访是中国国家元首首次访问南斯拉夫。 |
| 巴基斯坦               | 卡拉奇                     | 1984年11月9日       | 过境 |
| 西班牙                 |                            | 1984年11月          | 这是中国国家主席首次访问西方国家。 |
| 葡萄牙                 |                            | 1984年11月          | 此访是中国国家主席首次访问葡萄牙。 |
| 馬爾他                 |                            | 1984年11月          | |
| 緬甸聯邦社會主義共和國 | 仰光 曼德勒 蒲甘           | 1985年3月4日-8日    | 对缅甸社会主义联邦共和国进行国事访问。 |
| 泰國                   | 曼谷 清迈                  | 1985年3月11日-15日  | 对泰王国进行国事访问。此访是中国国家主席首次访问泰国。 |
| 加拿大                 | 渥太华、多伦多、魁北克城   | 1985年7月14日至21日 | 对加拿大进行国事访问。此访是中国国家主席首次访问加拿大。 |
| 美国                   | 华盛顿哥伦比亚特区、洛杉矶 | 1985年7月22日-31日  | 对美国进行国事访问。此访是中国国家主席首次访问美国。 |
|                        |                            | 1986年3月           | |
| 斯里蘭卡               |                            | 1986年3月           | |
| 埃及                   |                            | 1986年3月           | |
| 索马里民主共和国       | 摩加迪沙                   | 1986年3月           | |
| 马达加斯加             |                            | 1986年3月日-27日    | |
| 巴基斯坦               | 卡拉奇                     | 1986年3月28日       | 过境 |
|                        | 平壤                       | 1986年10月3日-6日   | 对朝鲜民主主义人民共和国进行正式友好访问。同朝鲜劳动党中央总书记、朝鲜国家主席金日成举行会谈。（这是时隔23年中国国家元首再次访问朝鲜，此访以国家主席、中共中央政治局常委双重身份往访） |
| 阿联酋                 | 沙迦                       | 1987年11月7日       | 过境 |
| 法國                   |                            | 1987年11月7日-      | 此访是中国国家主席首次访问法国。 |
| 義大利                 |                            | 1987年11月          | 此访是中国国家主席首次访问意大利。 |
| 盧森堡                 |                            | 1987年11月          | 此访是中国国家主席首次访问卢森堡。 |
| 比利时                 |                            | 1987年11月日-23日   | 此访是中国国家主席首次访问比利时。 |
| 巴基斯坦               | 卡拉奇                     | 1987年11月23日      | 过境 |

## 杨尚昆主席出访行程
截至1992年7月，杨尚昆以国家元首身份共访问4个大洲18国。包括（含技术经停）：
- 到访2次： （1988年9月，1992年4月）
- 到访1次：
  - 1989年： 埃及（12月）， 阿联酋（12月）， 科威特（12月）， 阿曼（12月）
  - 1990年： 墨西哥（5月）， 巴西（5月）， 乌拉圭（5月）， 阿根廷（5月）， 智利（5月）
  - 1991年： 印度尼西亞（6月）， 泰國（6月）， 蒙古人民共和国（8月）， 巴基斯坦（10月）
  - 1992年： 摩洛哥（6月）， 突尼西亞（6月）， （6月）
- 技术经停：
  - 1990年： 苏联， 斐济

| 国家           | 地点              | 日期                   | 简介 |
| -------------- | ----------------- | ---------------------- | --- |
|                | 平壤              | 1988年9月7日-11日      | 对朝鲜民主主义人民共和国进行友好访问并参加朝鲜建国40周年庆典。同朝鲜劳动党中央总书记、朝鲜国家主席金日成两次举行会谈。（这是杨尚昆担任国家主席后首次出访，此访以国家主席、中共中央政治局委员双重身份往访）                                 |
| 埃及           |                   | 1989年12月18日-21日    | 这是六四事件后中国国家元首首次出访。 |
| 阿联酋         |                   | 1989年12月             | |
| 科威特         |                   | 1989年12月             | |
| 阿曼           |                   | 1989年12月             | |
| 苏联           | 列宁格勒          | 1990年5月13日-14日     | 技术性停留。 |
| 墨西哥         |                   | 1990年5月              | 这是中国国家主席首次访问拉丁美洲。 |
| 巴西           |                   | 1990年5月              | |
| 乌拉圭         |                   | 1990年5月              | |
| 阿根廷         |                   | 1990年5月26日-29日     | |
| 智利           | 圣地亚哥 复活节岛 | 1990年5月29日-30日     | 对智利进行国事访问。由圣地亚哥回国途中经停复活节岛，这是世界上首位外国国家元首经过该岛。 |
| 斐济           | 楠迪              | 1990年6月1日-2日       | 技术性停留。受到斐济共和国总统加尼劳、代总理卡米卡米萨欢迎。这是中华人民共和国主席首次踏上斐济领土。 |
| 印度尼西亞     |                   | 1991年6月5日-10日      | 对印尼进行国事访问。此访为自1963年刘少奇主席访问印尼以来，中国国家主席首次访问印尼，也是双方恢复外交关系后中国国家元首首次访问印尼。 |
| 泰國           |                   | 1991年6月10日-15日     | 对泰王国进行国事访问。 |
| 蒙古人民共和国 |                   | 1991年8月26日-29日     | 对蒙古人民共和国进行正式友好访问。这是中国国家主席首次访问蒙古国。 |
| 巴基斯坦       |                   | 1991年10月             | |
| 伊朗           |                   | 1991年10月31日-11月2日 | 这是中国国家主席首次访问伊朗，伊朗伊斯兰革命以来访问伊朗的首位国家元首。 |
| 新加坡         |                   | 1992年1月              | 这是中国国家主席首次访问新加坡。 |
| 马来西亚       |                   | 1992年1月              | 这是中国国家主席首次访问马来西亚。 |
|                | 平壤              | 1992年4月13日-17日     | 对朝鲜民主主义人民共和国进行正式友好访问。同朝鲜国家主席金日成举行会谈，出席金日成80寿辰庆祝活动。（期间适逢第48届联合国亚太经社会会议，韩国外交部长李相玉来京与会，转达韩国总统卢泰愚希望两国关系正常化的口信，4个月后的8月24日中韩建交） |
| 摩洛哥         |                   | 1992年6月              | 这是中国国家主席首次访问摩洛哥。 |
| 突尼西亞       |                   | 1992年6月              | 这是中国国家主席首次访问突尼斯。 |
|                |                   | 1992年7月              | 这是中国国家主席首次访问科特迪瓦。 |

## 江泽民主席出访行程
截至2003年3月15日，江泽民以国家元首身份共访问6个大洲72国；加上总书记任内访苏共73国。包括（含技术经停，出席国际多边会议）：
- 到访6次： 俄羅斯（1994年9月，1995年5月，1997年4月，1998年11月，2001年7月，2002年6月出席上海合作组织峰会)
- 到访5次： 美国（1993年11月，1995年9月，1997年10月，2000年9月出席联合国千年首脑会议，2002年10月工作访问)
- 到访3次：
  -  日本（1992年4月，1995年11月，1998年11月）
  -  马来西亚（1994年11月，1997年12月，1998年11月）
  -  （1996年7月，1998年7月，2002年6月出席亚信峰会）
- 到访2次：
  -  （1990年3月，2001年9月)
  -  古巴（1993年11月，2001年4月)
  -  巴西（1993年11月，2001年4月工作访问)
  -  葡萄牙（1993年11月，1999年10月)
  -  乌克兰（1994年9月，2001年7月)
  -  法國（1994年9月，1999年10月)
  -  越南（1994年11月，2002年2月)
  -  德国（1995年7月，2002年4月）
  -  埃及（1996年5月，2000年4月会晤穆巴拉克）
  -  墨西哥（1997年11月，2002年10月出席APEC峰会）
- 到访1次：
  - 1991年： 苏联
  - 1994年： 新加坡， 印度尼西亞
  - 1995年： 芬兰， 匈牙利， 
  - 1996年： ， 衣索比亞， ， 纳米比亚， 辛巴威， 西班牙， 挪威， 羅馬尼亞， ， ， 菲律賓， 印度， 巴基斯坦， 尼泊尔王国
  - 1997年： 加拿大
  - 1999年： 義大利， 瑞士， 奥地利， 蒙古国， 泰國， ， 新西兰， 英国， 摩洛哥， 阿尔及利亚， 沙烏地阿拉伯
  - 2000年： 以色列， 巴勒斯坦， 土耳其， 希腊， 南非， ， ， ， 柬埔寨， 
  - 2001年： 智利， 阿根廷， 乌拉圭， 委內瑞拉， 白俄羅斯， 摩尔多瓦， 馬爾他， 緬甸聯邦
  - 2002年： 大阿拉伯利比亚人民社会主义民众国， 奈及利亞， 突尼西亞， 伊朗， 拉脫維亞， 爱沙尼亚， 冰島， 立陶宛
- 技术经停：
  - 2001年： 法屬玻里尼西亞， 西班牙

## 胡锦涛主席出访行程
截至2013年3月14日，胡锦涛以国家元首身份共访问6个大洲69国。包括（含技术经停，出席国际多边会议）：
- 到访10次： 俄羅斯（2003年5月，2005年5月，2005年月，2006年7月，2007年3月，2007年8月，2009年6月，2010年5月，2011年6月，2012年9月）
- 到访7次：
  -  （2003年6月，2005年月，2006年6月，2007年8月，2009年12月，2010年4月，2011年6月）
  -  美国（2005年月，2006年月，2008年11月，2009年9月，2010年4月，2011年1月，2011年11月）
- 到访4次：
  -  法國（2003年6月出席南北领导人非正式对话会议，2004年1月，2010年11月，2011年11月）
  -  （2005年11月，2008年8月，2010年11月，2012年3月）
- 到访3次：
  -  英国（2005年月，2005年月，2009年4月）
  -  日本（2008年5月，2008年7月，2010年11月）
- 到访2次：
  -  （2003年10月，2007年9月）
  -  （2004年月，2010年6月）
  -  巴西（2004年月，2010年4月）
  -  古巴（2004年月，2008年11月）
  -  加拿大（2005年月，2010年6月）
  -  墨西哥（2005年月，2012年6月）
  -  越南（2005年11月，2006年11月）
  -  德国（2005年月，2007年6月）
  -  沙烏地阿拉伯（2006年月，2009年2月）
  -  印度（2006年11月，2012年3月）
  -  （2008年8月，2009年11月）
- 到访1次：
  - 2003年： 蒙古国， 泰國， 新西兰
  - 2004年： 埃及， 加彭， 阿尔及利亚， 波蘭， 匈牙利， 羅馬尼亞， 阿根廷， 智利
  - 2005年： ， 印度尼西亞， 菲律賓， ， 西班牙
  - 2006年： 摩洛哥， 奈及利亞， ， ， 巴基斯坦
  - 2007年： 喀麦隆， 利比里亚， 苏丹， 尚比亞， 纳米比亚， 南非， 莫桑比克， 塞舌尔， 瑞典， 
  - 2008年： ， ， 秘魯， 希腊
  - 2009年： ， 塞内加尔， 坦桑尼亚， 模里西斯， 斯洛伐克， ， 義大利， 马来西亚， 新加坡
  - 2010年： 葡萄牙
  - 2011年： 乌克兰， 奥地利
  - 2012年： 柬埔寨， 丹麦
- 技术经停
  - 2003年： 瑞士
  - 2004年： 葡萄牙， 西班牙
  - 2007年： 阿联酋
  - 2012年： 西班牙

## 习近平主席出访行程
截至2025年8月，习近平以中国国家元首身份共访问6个大洲72国，包括（含出席国际多边会议或赛会、技术经停）。自2020年初新冠疫情爆发后，习近平停止出国进行外事访问活动，是二十国集团中最长时间没有出国访问的领导人，直到2022年9月才出访。。
- 到访11次：
  -  俄羅斯（2013年3月首次外访，2013年9月G20峰会，2014年2月冬奥会开幕式，2015年5月，2015年7月金砖峰会和上海合作组织峰会，2017年7月，2018年9月东方经济论坛，2019年6月，2023年3月，2024年10月金砖峰会，2025年5月）

- 到访6次：
  -  （2013年9月，2015年5月，2017年6月，2022年9月，2024年7月，2025年6月中国—中亚峰会）

- 到访5次：
  -  美国（2013年6月中美元首会晤，2015年9月，2016年3月核安全峰会，2017年4月中美元首会晤，2023年11月APEC峰会）
- 到访4次：
  -  南非（2013年3月，2015年12月，2018年7月，2023年8月）
  -  法國 （2014年3月，2015年11月气候变化巴黎大会开幕活动，2019年3月，2024年5月）
  -  越南 （2015年11月，2017年11月，2023年12月，2025年4月）
- 到访3次：
  -  （2013年9月，2016年6月，2022年9月）
  -  印度尼西亞（2013年10月，2015年4月亚非领导人会议和万隆会议60周年纪念活动，2022年11月G20峰会）
  -  印度 （2014年9月，2016年10月金砖峰会，2019年10月中印领导人非正式会晤）
  -  （2014年9月，2019年6月，2024年7月）
  -  巴西（2014年7月，2019年11月金砖峰会，2024年11月）
- 到访2次：
  -  （2013年9月，2019年6月）
  -  马来西亚（2013年10月，2025年4月）
  -  德国 （2014年3月，2017年7月）
  -  阿根廷（2014年7月，2018年11月）
  -  菲律賓（2015年11月APEC峰会，2018年11月）
  -  沙烏地阿拉伯（2016年1月，2022年12月）
  -  塞爾維亞（2016年6月，2024年5月）
  -  柬埔寨（2016年10月，2025年4月）
  -  秘魯 （2016年11月APEC峰会，2024年11月）
- 到访1次：
  - 2013年： 坦桑尼亚， 刚果共和国， 千里達及托巴哥， ， 墨西哥， 
  - 2014年： 荷蘭， 比利时， ， 委內瑞拉， 古巴， 蒙古国， 馬爾地夫， 斯里蘭卡， ， 新西兰， 斐济
  - 2015年： 巴基斯坦， 白俄羅斯， 英国， 新加坡， 土耳其（G20峰会）， 辛巴威
  - 2016年： 埃及， 伊朗， 捷克， 波蘭， ， ， 智利
  - 2017年： 瑞士， 芬兰， 
  - 2018年： 阿联酋， 塞内加尔， 卢旺达， 模里西斯（过境友好访问）， ， ， 西班牙， 巴拿马， 葡萄牙
  - 2019年： 義大利， 摩納哥， ， 日本（G20峰会）， 尼泊尔， 希腊
  - 2020年： 緬甸
  - 2022年： 泰國
  - 2024年： 匈牙利
- 技术经停：
  - 2014年： 希腊（罗德岛）， 葡萄牙（特塞拉岛）
  - 2016年： 義大利（撒丁岛）， 西班牙（大加那利岛）
  - 2017年： 美国（安克雷奇）
  - 2018年： 模里西斯
  - 2019年： 西班牙（特内里费岛）
  - 2024年： 西班牙（大加那利岛）， 摩洛哥（卡萨布兰卡）